# Inmigración en Alemania

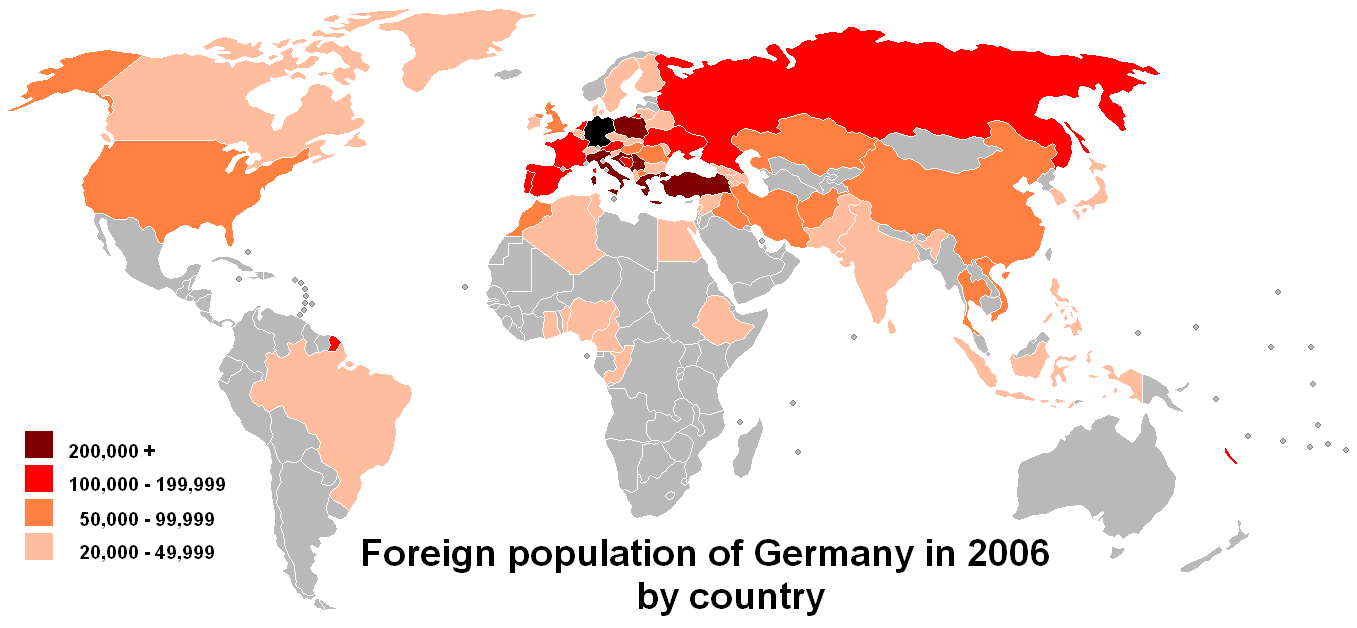
Países de origen de los inmigrantes en Alemania.

La inmigración en Alemania comienza con la unificación de la República Federal de Alemania en década de 1990, un fenómeno de gran importancia demográfica y económica. Según el gobierno 2005, a primero de enero de 2005 residían en el país casi 9 millones de personas nacidas fuera de sus fronteras (de los cuales más de 5 millones habían adquirido la nacionalidad alemana).
Alemania es considerada como una nación de inmigrantes después de su unificación, considerándose como el segundo país más atractivo para vivir y trabajar después de los Estados Unidos, mucho ha tenido que ver dentro de la inmigración, las oportunidades laborales derivadas de una pronta industrialización y modernización, así como el envejecimiento de la población nativa. Sin embargo, es al mismo tiempo el país más poblado de la Unión Europea y uno de los países de mayor dinamismo económico.

## Origen de los inmigrantes
La inmigración en Alemania es muy variada y está dominada por la procedente de áreas culturalmente multidiversas. En Alemania, la mayoría de los inmigrantes provienen de Europa Oriental y Medio Oriente (el 36,21% del total de extranjeros afincados en Alemania, según el censo INE 2006); les siguen después los procedentes de la Asia Oriental (34,45%) y del norte de África (14,83%). A gran distancia se encuentran los extranjeros provenientes de la Europa comunitaria (4,40%), el África subsahariana (4,12%), América Latina (2,72%), el Subcontinente indio (1,67%), América del Norte (0,66%) y Filipinas (0,48%). Del resto de Asia y de Oceanía sólo son originarios el 0,50% restante, mientras que están registrados un 0,02% de apátridas.
| País o continente | 2011      | 2012      | 2013      |
| ----------------- | --------- | --------- | --------- |
| Polonia           | + 66 181  | + 69 900  | + 72 938  |
| Rumania           | + 36 149  | + 45 812  | + 50 342  |
| Italia            | + 9 706   | + 21 716  | + 32 862  |
| Hungría           | + 16 982  | + 26 208  | + 24 312  |
| España            | + 12 133  | + 20 539  | + 23 993  |
| Bulgaria          | + 22 190  | + 25 121  | + 21 769  |
| Grecia            | + 14 005  | + 22 923  | + 20 623  |
| Rusia             | + 7 424   | + 9 398   | + 18 569  |
| Turquía           | + 3 805   | + 7 891   | + 16 966  |
| China             | - 492     | + 1 063   | + 12 499  |
| Europa            | + 213 632 | + 293 202 | + 332 090 |
| Asia              | + 46 803  | + 55 420  | + 69 918  |
| África            | + 10 603  | + 13 614  | + 30 500  |
| América           | + 7 489   | + 7 585   | + 5 885   |
| Oceanía           | - 42      | - 156     | - 27      |
| Total             | + 279 330 | + 368 944 | + 437 303 |